# سالي وارنر
سالي وارنر (بالإنجليزية: Sally Warner)‏ هي كاتبة للأطفال وكاتِبة أمريكية، ولدت في 3 أبريل 1946 في نيويورك في الولايات المتحدة.

## وصلات خارجية
- الموقع الرسمي